# Igreja Presbiteriana Guiana
A Igreja Presbiteriana Guiana  (IPG) - em inglês Guyana Presbyterian Church - é uma denominação presbiteriana, estabelecida na Guiana em 1880, pelo Rev. John Morton, pastor da Igreja Presbiteriana do Canadá.

## História
Em 1880, o Rev. John Morton, missionário da Igreja Presbiteriana do Canadá, visitou a Guiana e solicitou a abertura da missão no país.
A partir do crescimento da missão, foi organizado um presbitério em 1945, que posteriormente passou a se chamar Igreja Presbiteriana Guiana.
Em 1984 a denominação passou a praticar a ordenação de mulheres.

## Relações Intereclesiásticas
A denominação é membro da Comunhão Mundial das Igrejas Reformadas.